# Islam in Finnland
Nach Finnland kam der Islam im 19. Jahrhundert mit dem Zuzug russischer Tataren. Heute leben in Finnland rund 40.000 Muslime (0,74 %), die meisten von ihnen Immigranten aus dem Nahen Osten oder Afrika.

## Tataren

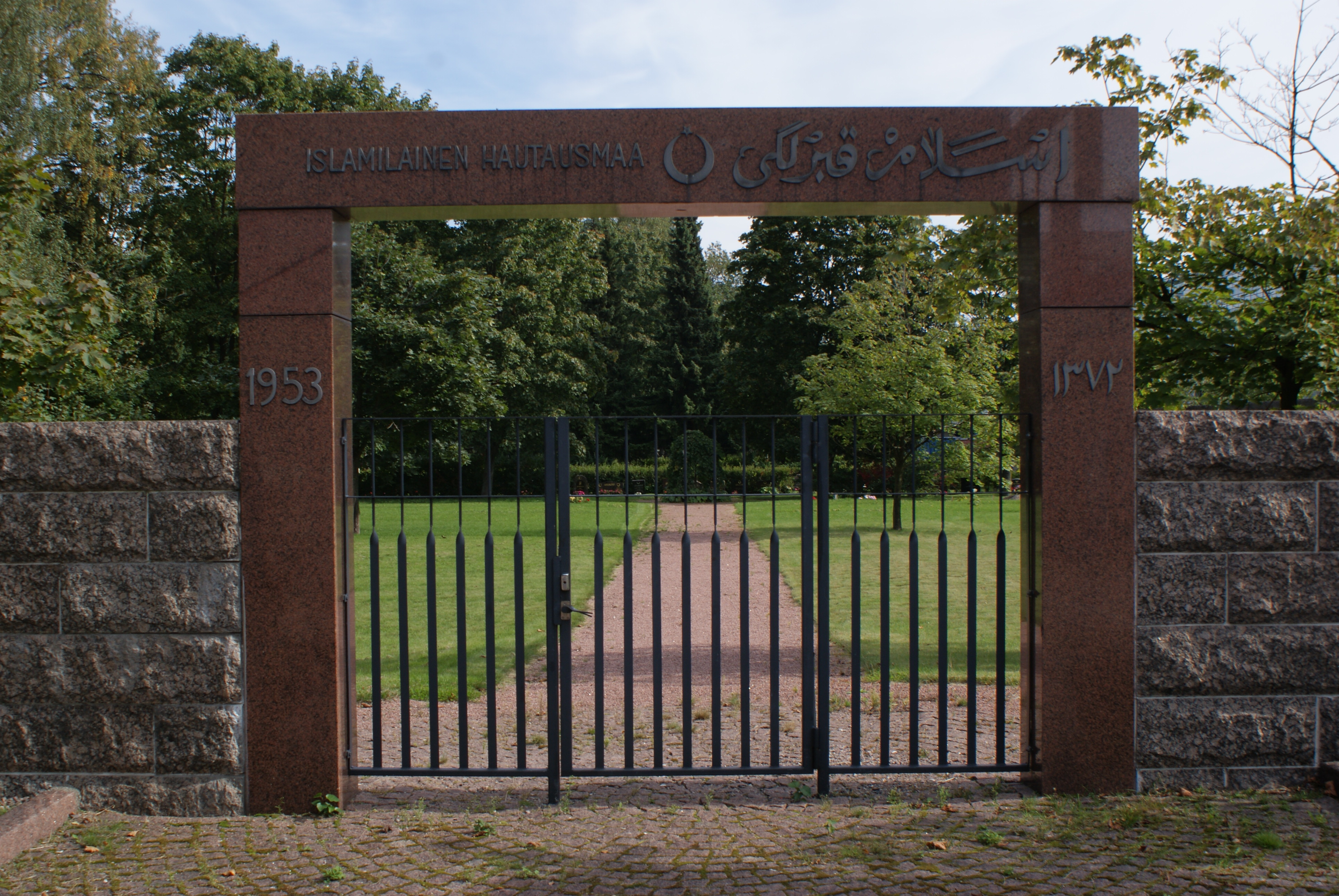
Tor des von der tatarischen Gemeinde genutzten islamischen Friedhofs in Helsinki

Die ersten muslimischen Tataren und Baschkiren kamen bereits ab 1809 mit der russischen Armee ins Land, nachdem Finnland unter russische Herrschaft gekommen war. Sie halfen beispielsweise 1832 beim Bau der Festung Bomarsund auf den Aland-Inseln, wo sich auch ein islamischer Friedhof befindet. Seit 1836 gab es einen Imam auf der Festungsinsel Sveaborg vor der Küste Helsinkis. Um 1870 lebten in Helsinki rund 100 auf Sveaborg stationierte muslimische Soldaten und deren Angehörige. Anders als die jüdischen Soldaten verließen aber fast alle muslimischen Armeeangehörigen Finnland nach ihrer Dienstzeit wieder.
Die Vorfahren der heutigen Finnland-Tataren kamen zwischen 1870 und 1920 als Händler aus einer Gruppe von 20 Dörfern am Oberlauf der Wolga nach Finnland. Sie waren ursprünglich Bauern, verdienten sich aber im Winter ihren Lebensunterhalt als Händler. In Finnland ließen sie sich in den größeren Städten Helsinki, Turku und Tampere nieder und betrieben dort Pelz- und Textilhandel. Die meisten Händler holten ihre Familien aber erst nach der Oktoberrevolution von 1917 nach Finnland. Nachdem in Finnland 1923 die Glaubensfreiheit politisch eingeführt worden war, gründeten sie 1925 die Finnische Islamische Gemeinde.
Heute leben in Finnland rund 800 Tataren, die meisten von ihnen in Helsinki und Umgebung. Trotz ihrer geringen Anzahl haben sie auch in der fünften und sechsten Generation ihre Kultur und Sprache bewahren können. Sie sind aber vollständig in die Gesellschaft integriert und sprechen durchweg fließend Finnisch oder Schwedisch. Die Tataren sondern sich stark von den anderen muslimischen Gruppen Finnlands ab: Konvertiten und nicht-tatarische Muslime können nicht Mitglieder in den tatarischen Gemeinden werden.

## Immigranten
Durch die Immigration aus islamischen Ländern ist die Anzahl der Muslime in Finnland auf mittlerweile 15.000–20.000 angewachsen, nach anderen Angaben auf 40.000 (davon 30.000 Sunniten und 10.000 Schiiten). Die größte Gruppe stellen Flüchtlinge aus Somalia, daneben Einwanderer aus dem Irak, Iran, Bosnien-Herzegowina und dem Kosovo. Zudem sind einige hundert Finnen zum Islam übergetreten.